# Las Salinas, Petatlán
Las Salinas är en ort i Mexiko.   Den ligger i kommunen Petatlán och delstaten Guerrero, i den södra delen av landet, 300 km sydväst om huvudstaden Mexico City. Las Salinas ligger 13 meter över havet och antalet invånare är 334.
Terrängen runt Las Salinas är kuperad åt nordost, men åt nordväst är den platt. Havet är nära Las Salinas åt sydväst.  Närmaste större samhälle är Petatlán, 12,5 km nordväst om Las Salinas. 